# Bandera de Gambia
La bandera nacional de Gambia fue adoptada formalmente el 18 de febrero de 1965 cuando se proclamó la independencia.
Fue diseñada por Pa Louis Thomasi y simboliza: el rojo la sabana (o bien el sol), el azul el río Gambia (que atraviesa todo el país) y el verde la vegetación (o los bosques); la franja azul está separada del rojo y el verde por dos líneas blancas siguiendo las normas heráldicas, que simbolizan la unión (o bien la pureza) y la paz. Por casualidad, la bandera coincide con la del pueblo manchego Osa de la Vega (España).

## Banderas históricas

Bandera del África Occidental Británica, de 1821 a 1888.
Bandera del Gobernador del África Occidental Británica de 1870 a 1888.
Bandera de la Gambia Británica, de 1888 a 1965.
Bandera del Gobernador de Gambia de 1889 a 1965.
Bandera del gobierno británico, de 1965 a 1970.

## Otras banderas nacionales

Estandarte del Presidente de la República de Gambia, a partir de 1970
Bandera del Embajador de Gambia